# Hubo België
Hubo België is een Belgische winkelketen in doe-het-zelfartikelen. Hubo België heeft anno 2025 meer dan 150 winkels verspreid over heel het land en is hiermee de grootste bouwmarkt van België. Hubo België en Hubo Nederland zijn twee afzonderlijke entiteiten.
Het bedrijf werd in 1969 opgericht als een franchise-organisatie die deel uitmaakte van de Nederlandse Houthandel Utrecht Bedrijven Organisatie (HUBO). De eerste Belgische Hubo-vestiging werd geopend in 1976.
Hubo richt zich op de doe-het-zelfmarkt met rond de 25.000 doe-het-zelfartikelen en aanverwante voor in en rond het huis. De zaken hebben een oppervlakte van 2.000 tot meer dan 3.000m². Ongeveer de helft van de winkels is in handen van zelfstandige franchisenemers. Het bedrijf exploiteert ook een webwinkel.
In 1992 nam een managementtrio de 28 Hubo-vestigingen in België over van een Nederlandse holding. Zo werd Hubo een 100% Belgische organisatie, met in 2025 ongeveer 160 winkels en 2.300 werknemers verspreid over heel het land. Hubo bekleedt wat betreft het aantal winkels de eerste plaats, voor Gamma en Brico, in de doe-het-zelfmarkt van België.
Hubo realiseerde deze groei mede door een aantal overnames:
Bricomarché in 2002, Selfmade in 2003, Superbois (Wallonië) en Super Do-it (Vlaanderen) in 2004, en Aster-X in 2009. Daarnaast worden ook op regelmatig nieuwe winkelpunten geopend. De Hubo filialen liggen gewoonlijk langs belangrijke invalswegen van plaatsen.
Hubo België is sinds 2006 lid van de internationale aankoopgroepering Bricoalliance.